# River Awe
Der River Awe, schottisch-gälisch: Uisge Abha, ist ein kurzer Fluss im Südwesten der schottischen Highlands. Durch ihn entwässert sich der Süßwassersee Loch Awe in den Salzwasserfjord Loch Etive.

## Beschreibung
Der Fluss entspringt einem Staudamm am Ende eines tiefen Arms des Loch Awe, der im äußersten Nordosten des Lochs in nordwestlicher Richtung seitlich herausragt. Entlang des Flusses verlaufen die Straßen A85 und die West Highland Line von Glasgow nach Oban; beide kreuzen ihn auf etwa der Hälfte seines Laufs. Auch eine kleinere Straßenbrücke und eine Fußgängerbrücke queren den Fluss.
Nahe bei dem Dorf Taynuilt mündet der Fluss in den Loch Etive. An seiner Mündung liegt der Anlieger für die ehemalige Fähre, die über den Loch Etive führte.